# 陳聯豐
陳聯豐（1985年5月27日—），原名陳耿皓，台灣棒球選手，曾效力於中華職棒兄弟象隊，守備位置為內野手。

## 經歷
- 嘉義縣東石國中青少棒隊
- 嘉義縣東石高中青棒隊
- 嘉義縣吳鳳學院棒球隊
- 中華職棒兄弟象隊練習生（2007年6月－2009年4月13日）
- 嘉義縣東石高中青棒隊教練
- 中華職棒兄弟象隊（2011年12月－2012年）
- 嘉義縣東石高中青棒隊總教練（2013年－2022年6月）
- 雲林縣麥寮高中青棒隊教練

## 職棒生涯成績
| 年度   | 球隊   | 出賽 | 打數 | 安打 | 全壘打 | 打點 | 盜壘 | 三振 | 四死 | 壘打數 | 雙殺打 | 打擊率 |
| ------ | ------ | ---- | ---- | ---- | ------ | ---- | ---- | ---- | ---- | ------ | ------ | ------ |
| 2012年 | 兄弟象 | 0    | 0    | 0    | 0      | 0    | 0    | 0    | 0    | 0      | 0      | 0      |
| 合計   | 1年    | 0    | 0    | 0    | 0      | 0    | 0    | 0    | 0    | 0      | 0      | 0      |

## 外部連結
- 陳聯豐在台灣棒球維基館上的頁面（繁體中文）
- 球員資訊和成績在中華職棒官網（中文）